# گرث اینگمن
گرث اینگمن (به انگلیسی: Grethe Ingmann) (زاده ۱۷ ژوئن ۱۹۳۸-درگذشته ۱۸ اوت ۱۹۹۰) خواننده دانمارکی بود.
او در سال ۱۹۶۳ با عنوان گرته و یورگن اینگمن در مسابقه یوروویژن شرکت کرد و برنده شد.